# Pleszew
Pleszew là một thị trấn thuộc huyện Pleszewski, tỉnh Wielkopolskie ở trung-tây Ba Lan. Thị trấn có diện tích 13 km². Đến ngày 1 tháng 1 năm 2011, dân số của thị trấn là 17530 người và mật độ 1334 người/km².